# 理查德·施密德
理查德·施密德（英語：Richard Schmid，1934年10月5日—2021年4月18日），也译为理查·司契米德，是美国现实主义绘画艺术家。

## 早年学习
理查德·施密德早期的绘画学习受到外祖父Julian Oates，一位建筑雕塑家的影响。 施密德12岁开始学习绘画的素描、风景、人物、和解剖，后在芝加哥的美国美术学院（American Academy of Art）学习，师从 William H. Mosby 。

## 职业生涯
1964年，施密德成为电影 The Secret Squint 的主角，该片获得 C.I.N.E.奖 。1990 年施密德入围哈伯德卓越艺术奖。2000 年，在纽约大都会艺术博物馆举行的特别颁奖典礼上，施密德获得了美国肖像艺术家协会颁发的约翰·辛格·萨金特 终身成就奖。2001年，施密德制作了一部纪录片短片：《美国肖像：参议员和艺术家》，片中施密德采访了当时的佛蒙特州参议员吉姆·杰福兹，同时画了他的肖像。
2003年，巴特勒美国艺术学院举行了施密德的回顾展，并出版了《理查德施密德-回顾展》 。2005年5月，施密德获得了美国肖像协会颁发的金奖。 Schmid 获得的其他终身奖项包括纽约市 Salmagundi 俱乐部颁发的荣誉勋章、100,000 美元的国家公园艺术奖和美国水彩金奖  。他的作品被史密森学会下属博物馆和其他主要博物馆永久收藏 。2012 年，英国女王伊丽莎白二世在庆祝皇家Abbotsford House建筑重新开放的仪式上收藏了他的为该建筑所做的画作 Abbotsford House。 2014 年，Plein Air 杂志向施密德颁发了终身成就奖 。在施密德的艺术职业生涯中，他的作品在五十多个展览会展出，他还进行了艺术教育，包括出版书籍、文章和录像，开办讲座和演示，在艺术工作室做绘画和指导，电视演讲等。理查德·斯契米德1970年代撰写的教学书籍在中国80年代翻译出版，详细介绍了他的画法和理念，对当代中国写实绘画产生了广泛的影响。 

## 出版著作
绘画教学书《 直接画法，我所知道的一切》（Alla Prima, Everything I know about Painting）是施密德最著名的著作，出版于1998年。该书极具影响力，因此被再版和重印了10多次。 施密德早年还著有关于指导风景和人体绘画的书籍。理查·司契米德这个名字在1980年代的中国美术院校众人皆知，因为那时辽宁美术出版社翻译出版了《理查.司契米德画人体》（1982年 钟肇恒 译），当时的中国改革对外开放时间还不久，对人体书籍仍然有限制，只允许美术院校师生购买，该书发行后很受欢迎，各美院几乎每人购买人手一册，第一版发行77000册，因供不应求，数月后又增印了50000册，这在美术专业界是少见的，影响不凡。

## 外部連結
- Official Website （页面存档备份，存于）
- Biography section on official site （页面存档备份，存于）
- Biography section on external site （页面存档备份，存于）